# 党大会 平成二十五年神山町大会
『党大会 平成二十五年神山町大会』（とうたいかい へいせいにじゅうごねんかみやまちょうたいかい）は、2014年3月19日にユニバーサルミュージックより発売された日本のシンガーソングライター・椎名林檎のライブ映像集。

## 概要
本作は2013年11月に開催された椎名のデビュー15周年記念コンサート「椎名林檎 十五周年 党大会 平成二十五年神山町大会」から26日の千秋楽公演を収録したライブ映像集である。初回限定盤には「Holiday Jazz on 25th November, 2013」と題した特典CDが付属し、こちらには椎名の誕生日にあたる11月25日公演のライブ音源5曲を収録している。
DVD・Blu-ray Disc盤とも、それぞれ初回限定生産盤と通常盤の2形態での発売。初回限定生産盤はケース付きハードカバー･ブック仕様で、特典CD付き。

## 収録曲
全作詞・作曲：椎名林檎（注記を除く）。
| #   | タイトル                                            | 作詞 | 作曲・編曲 | 時間 |
| --- | --------------------------------------------------- | ---- | ---------- | ---- |
| 1.  | 「都合のいい身体」                                  |      |            | 3:07 |
| 2.  | 「It Was You」(作詞・作曲：Burt Bacharach、Tonio K) |      |            | 3:45 |
| 3.  | 「カーネーション」                                  |      |            | 2:50 |
| 4.  | 「カリソメ乙女」                                    |      |            | 3:00 |
| 5.  | 「My Foolish Heart」(作曲：丈青、元晴)              |      |            | 5:10 |
| 6.  | 「浴室」                                            |      |            | 4:20 |
| 7.  | 「熱愛発覚中」                                      |      |            | 3:45 |
| 8.  | 「二人ぼっち時間」                                  |      |            | 2:20 |
| 9.  | 「色恋沙汰」                                        |      |            | 3:20 |
| 10. | 「いろはにほへと」                                  |      |            | 3:18 |
| 11. | 「おいしい季節」                                    |      |            | 4:11 |
| 12. | 「旬」                                              |      |            | 4:57 |
| 13. | 「女の子は誰でも」                                  |      |            | 4:23 |
| 14. | 「孤独のあかつき」(作詞：渡辺あや)                  |      |            | 3:20 |
| 15. | 「都会のマナー」                                    |      |            | 2:14 |
| 16. | 「今」                                              |      |            | 4:07 |
| 17. | 「月夜の肖像」                                      |      |            | 4:21 |
| 18. | 「罪と罰」                                          |      |            | 3:50 |
| 19. | 「密偵物語」(作詞：Jack Brown)                      |      |            | 3:11 |
| 20. | 「殺し屋危機一髪」(作曲：椎名林檎、タブゾンビ)      |      |            | 2:38 |
| 21. | 「茎」                                              |      |            | 4:39 |
| 22. | 「㋚」                                              |      |            | 3:52 |
| 23. | 「幸先坂」                                          |      |            | 3:56 |

| #  | タイトル                               | 作詞 | 作曲・編曲 | 時間 |
| -- | -------------------------------------- | ---- | ---------- | ---- |
| 1. | 「今」                                 |      |            | 4:29 |
| 2. | 「旬」                                 |      |            | 5:34 |
| 3. | 「茎」                                 |      |            | 4:48 |
| 4. | 「㋚」                                 |      |            | 4:00 |
| 5. | 「My Foolish Heart」(作曲：丈青、元晴) |      |            | 5:35 |

## 十五周年 党大会 平成二十五年神山町大会
「椎名林檎 十五周年 党大会 平成二十五年神山町大会」は、デビュー15周年を迎えた椎名林檎が2013年11月に東京・渋谷Bunkamuraオーチャードホールで5日間にわたって開催した記念コンサート。椎名林檎にとっては2012年の東京事変解散後初のライブであり、ソロとしてはさいたまスーパーアリーナでの「椎名林檎 (生)林檎博'08 〜10周年記念祭〜」から5年ぶりの公演となる。最終日26日公演の前日からはニコニコ生放送で『椎名林檎15周年〜24時間プレミアム映像特集&記念ライブ“党大会”（一部だけ）生中継〜』と題した24時間の特別番組が配信され、番組のフィナーレで当日のライブの模様が一部生中継された。
バレエやオペラなどの公演が数多く開催される会場の特性に合わせ、演奏は斎藤ネコ率いる生楽器のみで編成された9人のアンサンブルによるアンプラグド・スタイルで行われた。

### 日程
| 公演日         | 開場/開演   | 会場               |
| -------------- | ----------- | ------------------ |
| 2013年11月18日 | 18:00/19:00 | オーチャードホール |
| 2013年11月19日 | 18:00/19:00 | オーチャードホール |
| 2013年11月20日 | 18:00/19:00 | オーチャードホール |
| 2013年11月25日 | 18:00/19:00 | オーチャードホール |
| 2013年11月26日 | 18:00/19:00 | オーチャードホール |

### セットリスト
| 1. 都合のいい身体 2. IT WAS YOU 3. カーネーション 4. カリソメ乙女 5. MY FOOLISH HEART 6. 浴室 7. 熱愛発覚中 8. 二人ぼっち時間 9. 色恋沙汰 10. いろはにほへと 11. おいしい季節 12. 旬 | 1. 女の子は誰でも 2. 孤独のあかつき 3. 都会のマナー 4. 今 5. 月夜の肖像 6. 罪と罰（11月26日のみ） 7. 密偵物語 8. 殺し屋危機一髪 9. 茎（STEM） アンコール 1. 丸ノ内サディスティック (11月19・20・25・26日のみ) 2. 幸先坂 |

### 演奏
- 斎藤ネコ（Violin）
- 林正樹（piano）
- グレート栄田（Violin）
- 佐藤芳明（Accordion）
- 山田雄司（Viola）
- 鳥越啓介（Contrabass）
- 藤森亮一（Cello）
- みどりん（Drums）
- 朝川朋之（Harp）